# Sadlno (województwo zachodniopomorskie)
Sadlno (do 1945 niem. Zedlin) – wieś w północno-zachodniej Polsce, położona w województwie zachodniopomorskim, w powiecie gryfickim, w zachodniej części gminy Trzebiatów. Wieś o typowej zabudowie owalnicowej, położona na południowej krawędzi pradoliny na Równinie Gryfickiej z przeważającą funkcją rolniczą.
Według danych z 28 lutego 2009 wieś miała 287 mieszkańców.
Do wsi prowadzi droga powiatowa nr 0117Z z Rogoziny do Sadlenka. Sadlno jest także połączone z Chomętowem poprzez drogę powiatową nr 0132Z.
W latach 1946–1998 miejscowość położona była w województwie szczecińskim. W latach 1945–1954 stanowiła siedzibę gminy Sadlno (do 1946 r. Ziętkowice), następnie obszar gminy został podzielony pomiędzy dwie gromady: Chomętowo i Rogozina. Od 1973 r. miejscowość włączona do gminy Trzebiatów.

## Historia
Stara osada pomorska, wymieniana w kronikach w 1134, 1224 i 1227.

## Społeczność lokalna
Gmina Trzebiatów utworzyła "Sołectwo Sadlno", będące jej jednostką pomocniczą. Obejmuje ono Sadlno oraz przysiółek Sadlenko, których mieszkańcy razem wybierają sołtysa i 5-osobową radę sołecką. 
| Zakres wieku mężczyzn | Mężczyźni | Kobiety | Zakres wieku kobiet |
| --------------------- | --------- | ------- | ------------------- |
| 0–19                  | 39        | 26      | 0–19                |
| 20–60                 | 105       | 77      | 20–65               |
| powyżej 60            | 10        | 30      | powyżej 65          |
| Razem (Σ)             | 154       | 133     | (Σ) Razem           |

Dzieci z miejscowości uczęszczają do Szkoły Podstawowej Nr 1 im. Jana Kochanowskiego w Trzebiatowie.

## Kościół
We wsi znajduje się kościół średniowieczny, którego początki sięgają XIII wieku. Z tego okresu pochodzi romańskie prezbiterium z granitowych kwadr z wyraźnym cokołem. Na południowo-wschodnim narożniku dwie kwadry posiadają tzw. szachownice. Tajemnicze znaki są być może sygnaturą ówczesnych budowniczych lub architektów. U stóp południowej ściany znajduje się wykuta w kamieniu twarz. Mieszkańcy mawiają, że to jeden z mnichów, budowniczych kościoła, inni w rzeźbie widzą wizerunek lwa. U stóp drewnianej wieży z 1622 roku po bokach wejścia dwie romańskie kropielnice. Część ceglana kościoła pochodzi z XV wieku. We wnętrzu XIX-wieczne wyposażenie: częściowo zdemontowany(?) neogotycki ołtarz z obrazem Matki Boskiej, ambona, ławy numerowane, chór z prospektem organowym. Sklepienie sieciowe wsparte na dwóch kolumnach. Na wieży jeden z najstarszych na Pomorzu dzwonów. Na terenie przykościelnym wokół muru cmentarnego rozrzucone poniemieckie nagrobki. Dwie pomnikowe lipy od strony południowo-zachodniej.